# Anja Noske

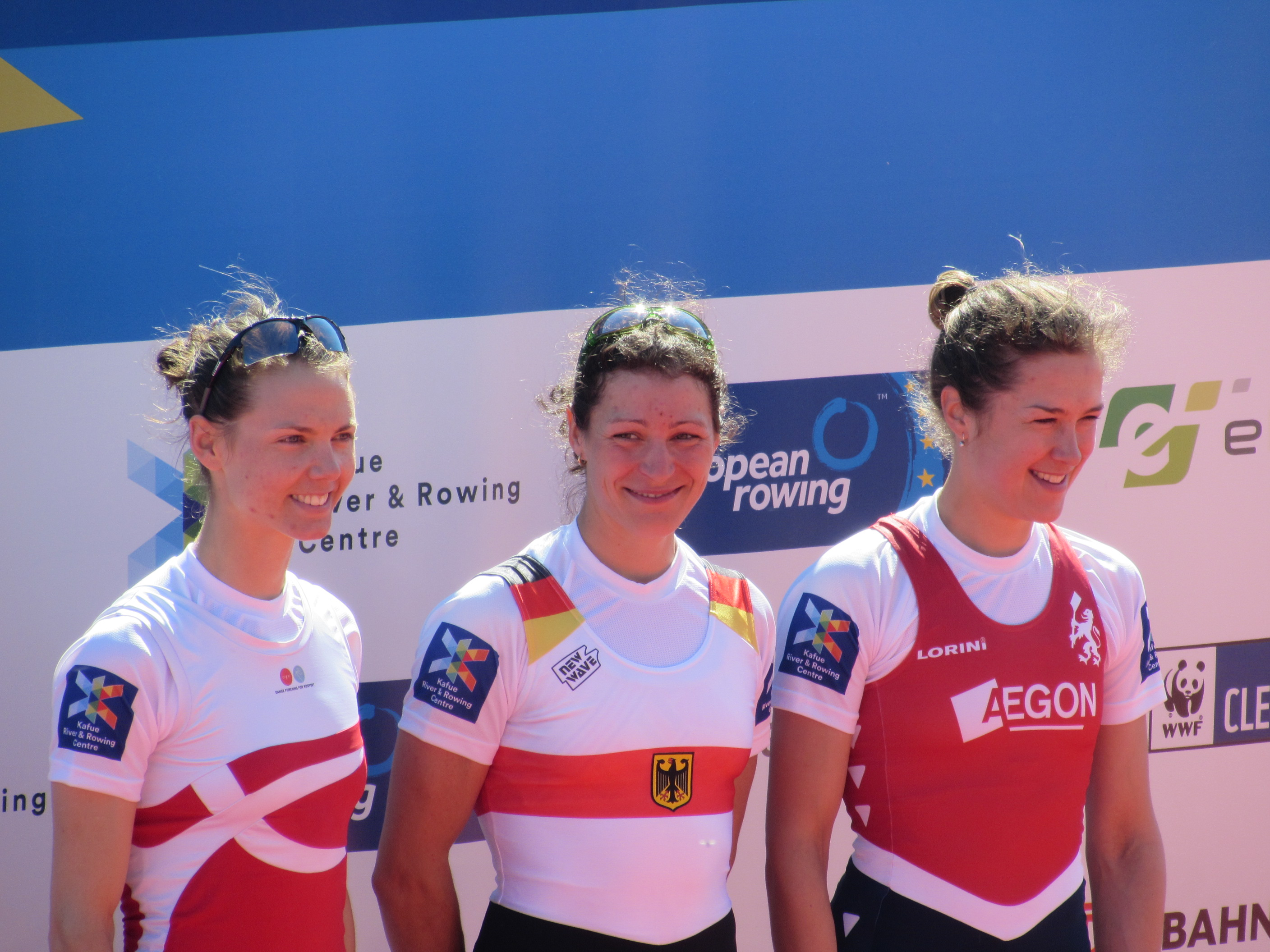
Anja Noske (Mitte) bei der Siegerehrung der Ruder-EM 2016

Anja Noske (* 10. Juni 1986 in Lüneburg) ist eine deutsche Ruderin.
Die Ruderin vom Ruderverein Saarbrücken belegte bei den U23-Weltmeisterschaften 2007 den dritten Platz im Leichtgewichts-Einer, 2008 siegte sie mit Julia Kröger bei der U23-Weltmeisterschaft im Leichtgewichts-Doppelzweier. Bei den Ruder-Europameisterschaften 2008 belegte sie zusammen mit Laura Tibitanzl den sechsten Platz. 2009 trat sie zusammen mit Marie-Louise Dräger an und gewann die erste Weltcupregatta. Bei den Ruder-Weltmeisterschaften 2009 belegten die beiden den vierten Platz. 2010 saß Noske mit Daniela Reimer im Boot. Die beiden gewannen die Silbermedaille bei den Weltmeisterschaften in Neuseeland, beide saßen auch im nichtolympischen Leichtgewichts-Doppelvierer, der den Titel bei den Weltmeisterschaften gewann. 2010 gewann Noske auch ihren ersten deutschen Meistertitel mit dem Doppelvierer (ohne Gewichtsbeschränkung) des RV Saarbrücken. 2011 erkämpfte sie dann zusammen mit Dräger ihren ersten deutschen Meistertitel im Leichtgewichtsrudern. Bei den Weltmeisterschaften 2011 belegten Dräger und Noske den elften Platz. Die Qualifikation für die Olympischen Spiele in London gelang Anja Noske zusammen mit Lena Müller durch einen Sieg bei der Qualifikationsregatta in Luzern, bei der olympischen Regatta belegten die beiden den sechsten Platz. Ein Jahr später, bei den Ruder-Weltmeisterschaften 2013 in Chungju belegten sie den dritten Platz. Bei den Ruder-Europameisterschaften 2014 gewannen Lena Müller und Anja Noske die Bronzemedaille. 2015 starteten Noske und Müller gemeinsam mit Katrin Thoma und Leonie Pieper im Leichtgewichts-Doppelvierer, das Boot gewann den Titel bei den Weltmeisterschaften auf dem Lac d’Aiguebelette. 2016 trat Anja Noske bei den Europameisterschaften in Brandenburg an der Havel im Leichtgewichts-Einer an und gewann vor heimischem Publikum eine von drei Goldmedaillen.
Nach einem Jahr Pause kehrte Noske 2018 zurück. Zusammen mit Ronja Fini Sturm, Caroline Meyer und Ladina Meier gewann sie bei den Weltmeisterschaften in Plowdiw die Bronzemedaille im Leichtgewichts-Doppelvierer.
Am 25. August 2019 erklärte sie in der Sportsendung „Sportarena“ im SR Fernsehen ihren Rücktritt vom Spitzensport.